# Humbert, Pas-de-Calais
Humbert är en kommun i departementet Pas-de-Calais i regionen Hauts-de-France i norra Frankrike. Kommunen ligger i kantonen Hucqueliers som tillhör arrondissementet Montreuil. År 2022 hade Humbert 251 invånare.

## Befolkningsutveckling
Antalet invånare i kommunen Humbert
| Referens: INSEE |